# Antigua Biblioteca del Condado de Washington
La Antigua Biblioteca del Condado de Washington es un edificio histórico situado en la 21 Summit Avenue en Hagerstown, condado de Washington, Maryland, Estados Unidos.
Es un monumento histórico que consta de dos estructuras georgianas de mampostería de piedra de proporciones monumentales, construido en 1900-01. El edificio fue diseñado a finales del siglo XIX por el famoso arquitecto estadounidense Bruce Price (1845-1903) y construido por la Biblioteca del Condado de Washington como completamente gratuito. Fue utilizado por la biblioteca hasta 1965.

## Patrimonio
Fue incluida en el Registro Nacional de Lugares Históricos en 1978.